# Nagymodró
Nagymodró (szlovákul Modrová) község Szlovákiában, a Trencséni kerületben, a Vágújhelyi járásban.

## Fekvése
Vágújhelytől 17 km-re délkeletre fekszik.

## Története
A falu Szent Mihály temploma és Pál nevű papja az 1332-ben kelt pápai tizedjegyzékben is szerepel. A települést ezt követően 1348-ban "Madro" néven említik, Temetvény várának tartozéka volt. 1452-ben szerepel először "Nagmodro" néven. 1524-ben II. Lajos király az uradalom részeként a Thurzó családnak adta. 1530-ban egy török támadásban a falut felégették. A 16. század közepén lakói evangélikusok lettek. 1636-ban a Thurzók kihaltával több nemesi család birtoka lett. 1660-ban lakói rekatolizáltak, újra kezdte működését a katolikus plébánia. 1664-ben a falu rövid időre török uralom alá került. 1695-ben említik e község első iskoláját. A község anyakönyveit 1705-ben kezdték vezetni. 1715-ben pincészete, 10 jobbágy és 14 zsellér háztartása létezett. 1720-ban a Sándor család birtoka lett. 1753-ban 26 család lakta. A község urbáriuma 1769-ben kelt. 1787-ben 41 házában 239 lakos élt. 1828-ban 47 háza és 340 lakosa volt, akik főként a mezőgazdaságból éltek. 1836-ban kolerajárvány pusztított.
Vályi András szerint "Nagy, és Kis Modro. Két tót falu Nyitra Várm. földes Uraik több Urak, lakosai katolikusok, fekszenek a’ Vág Újhelyi járásban, földgyei ollyanok mint Horkálé."
Fényes Elek szerint "Modró (Kis és Nagy), 2 egymás mellett levő tót helység, Nyitra vmegyében, a Vágh bal partján, az első 182 kath., 10 evang., 14 zsidó, a második 322 kath., 9 zsidó lak., s kath. paroch. templommal. Bikkes erdejök derék; földeik középszerüek; gyümölcsük bőven. F. u. a temetvényi uradalom. Ut. p. Galgócz."
1887-ben iskolája leégett. A század végétől lakói közül sokan kivándoroltak a tengerentúlra.
A trianoni békeszerződésig Nyitra vármegye Vágújhelyi járásához tartozott. 1921-ben a nagybirtokok egy részét a földreform során felosztották. 1946-ban megindult a buszközlekedés.

## Népessége
| Év:            | 1994. | 2004.   | 2014.   | 2024.   |
| -------------- | ----- | ------- | ------- | ------- |
| Emberek száma: | 510   | 499     | 512     | 472     |
| Eltérés:       |       | -2,15 % | +2,60 % | -7,81 % |

| Év:            | 2023. | 2024.   |
| -------------- | ----- | ------- |
| Emberek száma: | 471   | 472     |
| Eltérés:       |       | +0,21 % |

1880-ban 269 lakosából 29 német és 222 szlovák anyanyelvű volt. Ebből 239 római katolikus, 29 izraelita és 1 evangélikus vallású volt.
1890-ben 287 lakosából 4 magyar, 15 német és 268 szlovák anyanyelvű volt.
1900-ban 311 lakosából 8 magyar, 11 német és 292 szlovák anyanyelvű volt.
1910-ben 356 lakosából 3 magyar, 11 német, 341 szlovák és 1 egyéb anyanyelvű volt. Ebből 343 római katolikus, 11 izraelita és 2 evangélikus vallású volt.
1921-ben 379 lakosából 1 német és 378 csehszlovák volt. Ebből 373 római katolikus és 6 izraelita vallású volt.
1930-ban 443 lakosából 1 magyar, 422 csehszlovák és 20 egyéb nemzetiségű volt. Minden lakosa római katolikus vallású volt.
1970-ben 618 lakosából 605 szlovák, 3 cseh és 10 ismeretlen nemzetiségű volt.
1980-ban 561 lakosából 558 szlovák, 2 cseh és 1 ismeretlen nemzetiségű volt.
1991-ben 517 lakosából 510 szlovák, 6 cseh és 1 cigány volt.
2001-ben 512 lakosából 500 szlovák, 7 cigány és 5 cseh volt.
2011-ben 517 lakosából 500 szlovák, 5 cseh, 1-1 magyar és cigány, 1 egyéb és 9 ismeretlen nemzetiségű volt. Ebből 446 római katolikus vallású, 8 görög katolikus, 6 evangélikus, 19 nem vallásos és 35 ismeretlen vallású.

## Nevezetességei
- A modrói cseppkőbarlang, a Vágmente legnagyobb barlangja a falutól északnyugatra található. 1991-ben fedezték fel. 570 m magasan fekszik és 45 m mély.
- Szent Mihály arkangyal tiszteletére szentelt római katolikus temploma már 1175-ben állt. Tornya a 18. században épült.

## Külső hivatkozások
- Hivatalos oldal
- Községinfó
- Nagymodró Szlovákia térképén
- E-obce.sk Archiválva 2007. október 18-i dátummal a Wayback Machine-ben